# 10886 Mitsuroohba
10886 Mitsuroohba eller 1996 VR30 är en asteroid i huvudbältet som upptäcktes den 10 november 1996 av den japanske amatörastronomen Tomimaru Okuni vid Nanyō-observatoriet. Den är uppkallad efter den japanske äventyraren Mitsuro Ohba.
Asteroiden har en diameter på ungefär 20 kilometer.